# Łapaczka rumowiska

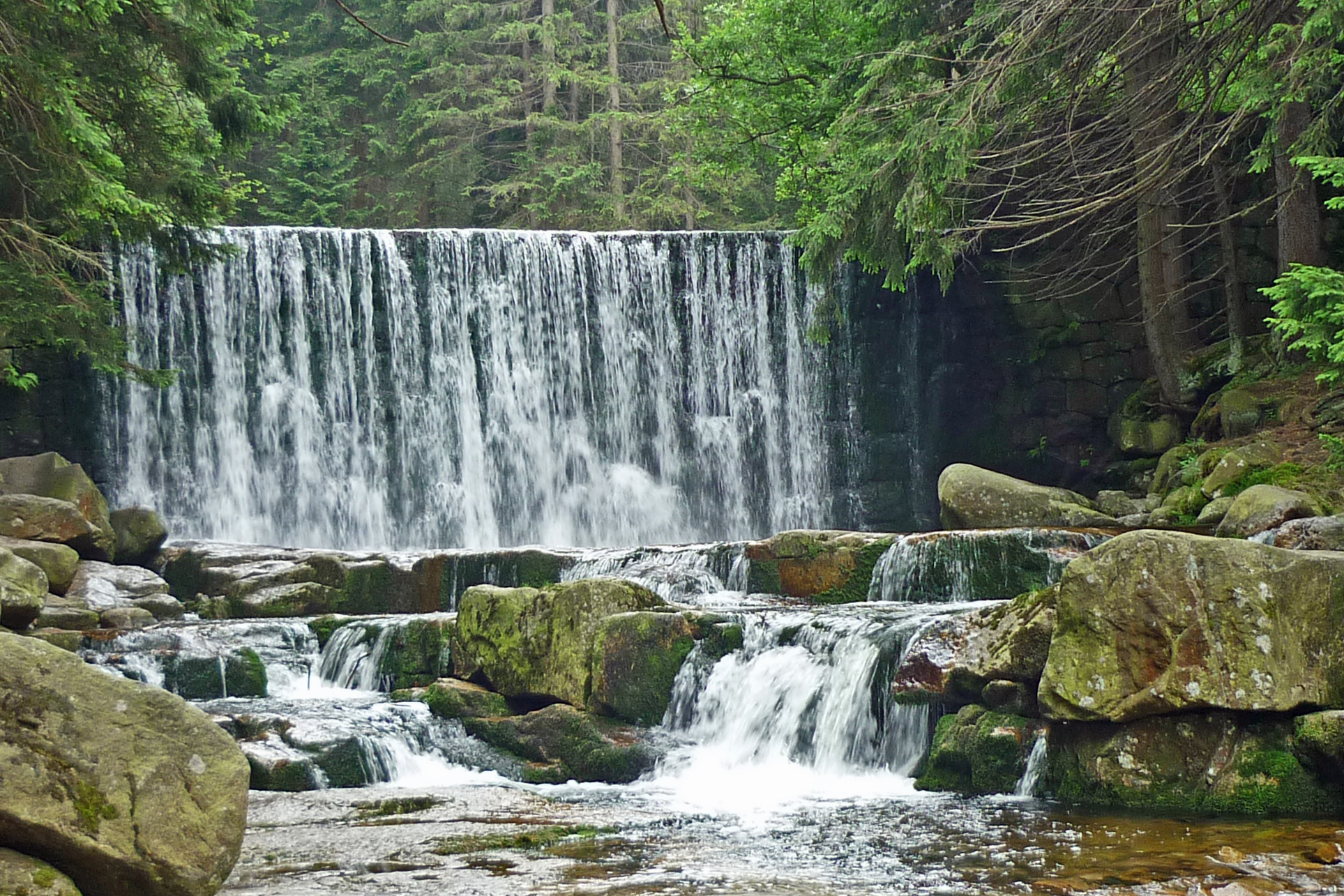
Zapora przeciwrumoszowa Dziki wodospad na Łomnicy koło Karpacza

Łapaczka rumowiska (wleczonego) – budowla piętrząca (przegroda) zbudowana na strumieniu górskim w celu przechwycenia (uniemożliwienia dalszego przemieszczania się) rumowiska wleczonego.
Tę samą nazwę nosi również urządzenie do pomiaru intensywności transportu rumowiska wleczonego.